# Текля (село)
Те́кля — село в Україні, у  Дубечненській сільській громаді Ковельського району Волинської області. Населення становить 721 особу.

## Географія
Через село тече річка Текля, права притока Прип'яті.

## Історія
У 1906 році село Крименської волості Володимир-Волинського повіту Волинської губернії. Відстань від повітового міста 103 верст, від волості 18. Дворів 138, мешканців 955.
До 21 липня 2017 року село належало до Глухівської сільської ради.

## Населення
Згідно з переписом УРСР 1989 року чисельність наявного населення села становила 762 особи, з яких 360 чоловіків та 402 жінки.
За переписом населення України 2001 року в селі мешкало 719 осіб.

### Мова
Розподіл населення за рідною мовою за даними перепису 2001 року:
| Мова       | Відсоток |
| ---------- | -------- |
| українська | 99,58 %  |
| російська  | 0,42 %   |